# 향악
향악(鄕樂)은 당악이 들어오기 이전 삼국 시대부터 지금까지 내려오는 음악을 말한다. 한국 고유의 음악이며 중국계인 당악, 아악을 제외한 민속 음악으로 속악(俗樂)이라고도 한다.
당악곡이 6음계로 되고 황종이 다(C)음인 데 반하여 향악곡은 5음계로 되었고, 황종이 내림마(E flat)로 되었다. 향악곡으로 오래된 음악은 정읍(수제천)·동동·종묘제향악에서 향악계 음악 같은 것을 들을 수 있다.

## 역사
통일신라시대에 향악은 당악의 대칭개념으로 사용되기 시작했다. 그 당시 향악은 한반도 토착음악과 통일신라 이전에 수용된 외래음악을 모두 포함했다.
고려시대 문헌에는 한국전래의 궁중음악을 '향악'이라고 한 것 보다 '속악'이라고 언급하는 경우가 많다. 고려시대에 향악 연주의 악기 편성은 통일신라로부터 전승된 삼현과 삼죽의 악기에 장구, 해금, 피리 등 외래악기가 첨가된 것이었다.
조선시대에서는 향악과 당악이 서로 음악적 영향을 받았다. 조선 초의 향악은 조선의 역사적 당위성과 새로운 왕조를 찬양하기 위한 새로운 음악 제정사업의 일환이었다. 조선 중기 이후로는 당악이 향악처럼 변해가면서 음악 내용도 변하고, 악기를 사용할 때에도 향악기와 당악기의 구분이 거의 모호해졌다.

## 같이 보기
- 아악
- 한국의 문화
- 당악